# One Fine Day (大貫妙子のアルバム)
『One Fine Day』（ワン・ファイン・デイ）は、2005年2月16日に発売された大貫妙子の通算25作目のスタジオ・アルバム。発売元は東芝EMI / Virgin Music。

## 概要
帯コピー：ナチュラルライフから紡ぎ出されたスタンダードの数々。変わらないまなざしで歌い続ける大貫妙子の最高傑作。
本作のレコーディングは、シンプルな楽器編成による楽曲だけでなくオーケストラを用いた演奏による楽曲も含め、リハーサルを幾度か重ねての一発録りという、1970年代に行われていた手法を取り入れ行われた。前作『note』に引き続き、SMAPやスガシカオ等の楽曲のアレンジを手掛ける森俊之や、小倉博和と佐橋佳幸によるギターデュオ・山弦らが編曲と演奏に参加しており、生演奏を重視した路線を追求した1枚となっている。
M-1「船出」は、大貫、奥田民生、鈴木慶一、宮沢和史、矢野顕子の5人が集結して開催されたコンサート『Beautiful Songs』から生まれた曲。M-5に収録された「Hello, Goodbye」は、山弦のアルバム『High Life』収録曲「Trivia」に大貫が歌詞を付けたものとなっている。M-8「春の手紙」は、1993年2月に発売されたシングルのリメイク・バージョン。
ジャケットに描かれているコルク瓶の絵は、イラストレーターの中川清美が手掛けたもの。
2016年3月にはリマスター盤SHM-CDの発売と配信も開始され、2020年12月にはLPレコードが限定盤として発売された。

## 批評
音楽情報サイトCDジャーナルの商品ページでは、「ほとんどの曲をバンド形式で一発録音することで臨場感を出しつつ、彼女の持ち味である繊細さと研ぎすまされたセンスで一貫した世界観を表現している。」と評されている。

## 収録曲

### CD
| 全作詞: 大貫妙子（M-1のみ糸井重里との共作）。 |                            |                                       |           |                                       |      |
| #                                             | タイトル                   | 作詞                                  | 作曲      | 編曲                                  | 時間 |
| 1.                                            | 「船出」                   | 大貫妙子（M-1のみ 糸井重里 との共作） | 大貫妙子  | 森俊之                                | 5:16 |
| 2.                                            | 「The Blank Paper」        | 大貫妙子（M-1のみ 糸井重里 との共作） | 大貫妙子  | 森俊之                                | 4:04 |
| 3.                                            | 「One Fine Day With You」  | 大貫妙子（M-1のみ 糸井重里 との共作） | 大貫妙子  | 森俊之                                | 4:48 |
| 4.                                            | 「Hiver」                  | 大貫妙子（M-1のみ 糸井重里 との共作） | 大貫妙子  | 森俊之                                | 4:03 |
| 5.                                            | 「Hello, Goodbye」         | 大貫妙子（M-1のみ 糸井重里 との共作） | 山弦      | 山弦                                  | 4:31 |
| 6.                                            | 「Time To Go」             | 大貫妙子（M-1のみ 糸井重里 との共作） | 大貫妙子  | 森俊之（編曲 & ストリングスアレンジ） | 5:31 |
| 7.                                            | 「Déjà vu」                | 大貫妙子（M-1のみ 糸井重里 との共作） | 大貫妙子  | 森俊之                                | 4:08 |
| 8.                                            | 「春の手紙」(2005 version) | 大貫妙子（M-1のみ 糸井重里 との共作） | 大貫妙子  | 山弦                                  | 4:06 |
| 9.                                            | 「Voyage」                 | 大貫妙子（M-1のみ 糸井重里 との共作） | 千住明    | 千住明                                | 4:40 |
| 10.                                           | 「A Kiss From The Sun」    | 大貫妙子（M-1のみ 糸井重里 との共作） | 大貫妙子  | 森俊之                                | 3:22 |
| 合計時間:                                     | 合計時間:                  | 合計時間:                             | 合計時間: | 44:35                                 |      |

### LPレコード
| 全作詞: 大貫妙子（M-1のみ糸井重里との共作）。 |                           |                                     |          |        |      |
| #                                             | タイトル                  | 作詞                                | 作曲     | 編曲   | 時間 |
| 1.                                            | 「船出」                  | 大貫妙子（M-1のみ糸井重里との共作） | 大貫妙子 | 森俊之 | 5:16 |
| 2.                                            | 「The Blank Paper」       | 大貫妙子（M-1のみ糸井重里との共作） | 大貫妙子 | 森俊之 | 4:04 |
| 3.                                            | 「One Fine Day With You」 | 大貫妙子（M-1のみ糸井重里との共作） | 大貫妙子 | 森俊之 | 4:48 |
| 4.                                            | 「Hiver」                 | 大貫妙子（M-1のみ糸井重里との共作） | 大貫妙子 | 森俊之 | 4:03 |
| 5.                                            | 「Hello, Goodbye」        | 大貫妙子（M-1のみ糸井重里との共作） | 山弦     | 山弦   | 4:31 |

| 全作詞: 大貫妙子。 |                            |          |          |                                       |      |
| #                  | タイトル                   | 作詞     | 作曲     | 編曲                                  | 時間 |
| 1.                 | 「Time To Go」             | 大貫妙子 | 大貫妙子 | 森俊之（編曲 & ストリングスアレンジ） | 5:31 |
| 2.                 | 「Déjà vu」                | 大貫妙子 | 大貫妙子 | 森俊之                                | 4:08 |
| 3.                 | 「春の手紙」(2005 version) | 大貫妙子 | 大貫妙子 | 山弦                                  | 4:06 |
| 4.                 | 「Voyage」                 | 大貫妙子 | 千住明   | 千住明                                | 4:40 |
| 5.                 | 「A Kiss From The Sun」    | 大貫妙子 | 大貫妙子 | 森俊之                                | 3:22 |

## 参加ミュージシャン
| 船出 - Fender Rhodes, Hammond Organ & Synthesizers: 森俊之 - Acoustic & Electric Guitars: 小倉博和 - Bass: 沖山優司 - Drums: 沼澤尚 The Blank Paper - Acoustic Piano & Hammond Organ: 森俊之 - Acoustic Guitar: 小倉博和 - Bass: 沖山優司 - Drums: 沼澤尚 One Fine Day With You - Fender Rhodes,Hammond Organ: 森俊之 - Acoustic Guitar: 小倉博和 - Electric Guitar: 佐橋佳幸 - Bass: 沖山優司 - Drums: 沼澤尚 Hiver - Hammond Organ & Synthesizers: 森俊之 - Acoustic Piano: フェビアン・レザ・パネ - Bass: 沖山優司 - Drums: 林立夫、沼澤尚 Hello, Goodbye - Acoustic Guitar: 山弦(小倉博和、佐橋佳幸) - Programming: 角谷仁宣 Time To Go - Fender Rhodes: 森俊之 - Acoustic Piano: フェビアン・レザ・パネ - Acoustic Bass: 鈴木正人 - Drums: 沼澤尚 - Strings: 金子飛鳥Strings - 1st Violin: 金子飛鳥、矢野晴子、黒木薫、岩井真美、深見邦代、武藤宏樹 - 2nd Violin: 竹内純、高橋香織、常見千絵、岸倫子 - Viola: 志賀恵子、吉田有紀子 - Cello: 篠崎由紀、宮坂拡志 | Déjà vu - Hammond Organ, Synthesizers & Programming: 森俊之 - Acoustic Piano: フェビアン・レザ・パネ - Bass: 沖山優司 - Drums: 林立夫、沼澤尚 - Pandeiro Loop: Marcos Suzano - Background Vocal: 沼澤尚 春の手紙 (2005 version) - Acoustic Guitar: 山弦(小倉博和、佐橋佳幸) - Bass: 有賀啓雄 - Drums: 林立夫 Voyage - Acoustic Piano: フェビアン・レザ・パネ - Gut Guitar: 鳥山雄司 - Bass: 渡辺等 - Alto Sax: 福井健太 - Strings: Gallery Music - 1st Violin: 杉田せつ子、柳原有弥 - 2nd Violin: 丹羽洋輔、福島寛子 - Viola: 松本有理、高嶋麻由 - Cello: 篠崎由紀、宮坂拡志 A Kiss From The Sun - Fender Rhodes, Hammond Organ & Synthesizers: 森俊之 - Acoustic & Electric Guitars: 古川昌義 - Bass: 松原秀樹 - Drums: 沼澤尚 |

## タイアップ
| タイトル            | 番組名・CM                                           |
| ------------------- | ---------------------------------------------------- |
| 春の手紙            | 三井住友フィナンシャルグループ CMソング              |
| Voyage              | 「愛・地球博」 三井・東芝館 ″GRAND ODYSSEY″ テーマ曲 |
| A Kiss From The Sun | テレビ東京系 「セサミストリート」 エンディングテーマ |

## 発売履歴
| 発売日         | レーベル               | 規格       | 規格品番   | 備考                 |
| -------------- | ---------------------- | ---------- | ---------- | -------------------- |
| 2005年2月16日  | Virgin Music / 東芝EMI | CD         | TOCT-24719 |                      |
| 2016年3月30日  | UNIVERSAL MUSIC        | SHM-CD     | UPCY-7106  | 高音質リマスター盤   |
| 2016年3月30日  | UNIVERSAL MUSIC        | 音楽配信   |            |                      |
| 2020年12月23日 | UNIVERSAL MUSIC        | LPレコード | UPJY-9146  | 初アナログ化・限定盤 |

## 参考資料
- オリコン『ALBUM CHART-BOOK COMPLETE EDITION 1970-2005』オリコン・マーケティング・プロモーション、2006年4月。ISBN 978-4-87131-077-2。
- 村尾泰郎『レコード・コレクターズ 2020年12月1日発行 (Vol.39-No.12) 特集 大貫妙子』ミュージック・マガジン、2020年12月1日。